# Something's coming!
Something's coming! is een studioalbum van Gary Burton met zijn kwartet. Het album is opgenomen in de geluidsstudio B van RCA Victor in New York. Burton probeerde met dit album meer te werken in een samenwerkingsverband aan musici, terwijl het vorige album nog Burton als solist met begeleiding liet horen. 

## Musici
Drummer Larry Bunker kwam speciaal van de westkust naar de oostkust om met Burton dit album op te nemen. Hij trof daar oud collega bassist Chuck Israels, met wie hij speelde in het ensemble rond Bill Evans, Hollywood. Gitarist Jim Hall was het bekendst; hij werkte eerder samen met Chico Hamilton, Jimmy Giuffre, Sonny Rollins en Art Farmer.

## Muziek
| Nr. | Titel                                                                           | Duur |
| --- | ------------------------------------------------------------------------------- | ---- |
| 1.  | On Green Dolphin Street (Bronislaw Kaper, Ned Washington)                       | 4:04 |
| 2.  | Melanie (Michael Gibbs)                                                         | 3:51 |
| 3.  | Careful (Hall)                                                                  | 4:07 |
| 4.  | Six improvisatory sketches (Michael Gibbs)                                      | 5:04 |
| 5.  | Something’s coming (from West Side Story) (Stephen Sondheim, Leonard Bernstein) | 6:10 |
| 6.  | Little girl blue (Richard Rodgers, Lorenz Hart)                                 | 7:05 |
| 7.  | Summertime (DuBose Heyward, George Gershwin)                                    | 4:54 |